# Liste der Monuments historiques in Quincerot (Côte-d’Or)
Die Liste der Monuments historiques in Quincerot führt die Monuments historiques in der französischen Gemeinde Quincerot auf.

## Liste der Immobilien
| Bezeichnung          | Beschreibung                                                                                            | Standort                | Kennzeichnung | Schutzstatus | Datum | Bild           |
| -------------------- | --- | ----------------------- | ------------- | ------------ | ----- | -------------- |
| Château de Quincerot | Burg, 13. Jahrhundert, Mitte des 17. Jahrhunderts zum Schloss umgebaut; mit Teilen der Innenausstattung | Rue du Colombier (Lage) | PA00112604    | Inscrit      | 1976  | weitere Bilder |